# Pożegnanie (film 2015)
Pożegnanie (ang. Departure) – brytyjsko-francuski dramat filmowy z 2015 roku w reżyserii Andrew Steggalla. Obraz miał swoją premierę we Francji 1 października 2015 roku. Film otrzymał finansowanie od British Film Institute latem 2013 roku, postprodukcja odbyła się na początku 2015 roku.

## Fabuła
Na południe Francji przyjeżdżają z Anglii Beatrice (Juliet Stevenson) i jej dorastający syn. Wystawili dom na sprzedaż, który wymaga małego odrestaurowania. Kobieta nie może pogodzić się z rozpadem swojego małżeństwa. Syn Beatrice, Elliot (Alex Lawther) czas wolny spędza chodząc do pobliskiej wioski. Tam poznaje zbuntowanego, zamkniętego w sobie Clémenta (Phénix Brossard). Elliot jest zafascynowany młodym Francuzem. Kumple zbliżają się do siebie. Beatrice zauważa, że jednocześnie jej syn oddala się od niej. Kobieta nie może poradzić sobie w nowej sytuacji, do tej pory w stanie rozmawiać z Elliotem o wszystkim. 

## Obsada
- Juliet Stevenson jako Beatrice
- Alex Lawther jako Elliot
- Phénix Brossard jako Clément

W pozostałych rolach: 

- Finbar Lynch jako Philip
- Niamh Cusack jako Sally
- Patrice Juiff jako François

## Nagrody[6]
Film wygrał dwie nagrody:
| Kategoria                 | Festiwal                            | Rezultat |
| ------------------------- | ----------------------------------- | -------- |
| Award of the Youth        | Cabourg Romantic Film Festival 2016 | Wygrana  |
| Special Mention (aktorzy) | Dinard British Film Festival 2015   | Wygrana  |

Film był nominowany na pięciu festiwalach:
| Kategoria                               | Festiwal                                      | Rezultat   |
| --------------------------------------- | --------------------------------------------- | ---------- |
| Grand Prix                              | Cabourg Romantic Film Festival 2016           | Nominacja  |
| Special Mention (film)                  | Dinard British Film Festival 2015             | 2. miejsce |
| PREMIO MAGUEY                           | Guadalajara International Film Festival 2016  | Nominacja  |
| New Voices/New Visions Grand Jury Prize | Palm Springs International Film Festival 2016 | Nominacja  |
| Alice in the City Prize                 | Rome Film Fest 2015                           | Nominacja  |

## Pożegnaniew Polsce
Przedpremierowo film zostanie pokazany na festiwalach: Dwa Brzegi oraz na Nic się tu nie dzieje w Poznaniu (początek sierpnia 2016). Szersza publiczność będzie mogła obejrzeć film od 26 sierpnia 2016 roku, gdy polski dystrybutor, przedsiębiorstwo Tongariro Releasing, wprowadzi produkcję do kin. Premiera VOD filmu zaplanowana jest na 23 września 2016 roku.